# Manfred Lefkes
Manfred Lefkes (* 7. August 1959 in Köln) ist ein ehemaliger deutscher Fußballspieler. Der Mittelfeld- und Abwehrspieler hat beim 1. FC Köln von 1983 bis 1985 in der Fußball-Bundesliga 22 Ligaspiele absolviert und drei Tore erzielt.

## Laufbahn
Der Sohn von Oberligaspieler Manfred Lefkes sen. (SC Viktoria Köln, 1959-63, 87-25) begann mit dem Vereinsfußball von 1973 bis 1976 beim SSV Vingst 1905 Köln in deren Jugendabteilung. Nach dem ersten Jahr in der A-Jugend beim TuS Höhenhaus, 1976/77, gehörte er ab der Saison 1977/78 der A1-Jugend des 1. FC Köln an. Unter Trainer Josef Röhrig bestritt er als Libero alle Meisterschaftsspiele an der Seite von Mitspielern wie Stefan Engels und Jürgen Willkomm. Er durchlief in der Jugend alle Auswahlmannschaften: Kreis- und Mittelrheinauswahl sowie westdeutsche Auswahl. Er immatrikulierte sich für sein Studium an der Sporthochschule und hatte durch diverse Nebenjobs neben den Vorlesungen und dem täglichen Training, viel Stress und genügte deshalb nicht den Anforderungen von Amateurtrainer Gero Bisanz. Der Gymnasiast verbrachte die nächsten drei Jahre in der 2. Amateurmannschaft des FC, mit der er aber drei Aufstiege in Folge feiern konnte. Ab der Runde 1981/82 wurde er von Bisanz-Nachfolger Erich Rutemöller in die 1. Amateurmannschaft des FC übernommen.
Zur Saison 1983/84 wurde er unter Beibehaltung des Amateurstatus in den Profikader aufgenommen. Zusätzlich wurden die A-Jugendlichen Anthony Baffoe, Ralf Geilenkirchen, Andreas Gielchen, Michael Nißl und Hans-Werner Reif mit Lizenzspielerverträgen ausgestattet. Trainer Rinus Michels wurde zum 24. August 1983 von Johannes Löhr abgelöst und Lefkes debütierte am 17. März 1984, bei einer 1:2-Heimniederlage gegen Borussia Mönchengladbach, in der Bundesliga. Er bildete vor Torhüter Harald Schumacher gemeinsam mit Dieter Prestin, Paul Steiner und Andreas Gielchen die Defensive der Kölner. Am Rundenende belegte der 1. FC Köln den 6. Rang und Lefkes hatte in elf Ligaspielen mitgewirkt und zwei Tore erzielt. Im DFB-Pokal hatte er am 27. August 1983 in der 1. Hauptrunde beim 2:1-Sieg gegen den FC Gohfeld bei den Amateuren gespielt, wie auch am 9. Oktober 1983 bei der 1:8-Heimniederlage gegen den Bundesligisten VfB Stuttgart. In seiner zweiten Runde bei den FC-Profis, 1984/85, reichte es wiederum zu elf Ligaeinsätzen (1 Tor) und das Team von Trainer Löhr belegte den 3. Rang. Lefkes hatte im UEFA-Pokal im September/Oktober 1984 in den zwei Spielen gegen Pogon Stettin (2:1, 1:0) auch internationale Erfahrung gesammelt.
FC-Manager Karl-Heinz Thielen kontaktierte zwecks Sammlung von Spielpraxis den SK Beveren, die Verhandlungen liefen erfolgreich, Lefkes wollte aber nicht. Er ging zur Saison 1985/86 in die 2. Bundesliga zu Union Solingen. Mit dem Ex-FC-Kollegen „Hansi“ Reif bildete er eine Fahrgemeinschaft. In einer Runde erlebte er drei Trainer in Solingen: Zu Beginn war Eckhard Krautzun im Einsatz, er wurde durch Rolf Müller ersetzt und am Ende der Runde war Manfred Krafft als Retter im Einsatz. An der Seite von Mitspielern wie Volker Diergardt, Demir Hotić, Daniel Jurgeleit, Manfred Dum und Waldemar Steubing absolvierte Lefkes 27 Zweitligaspiele und erzielte beim Erreichen des 15. Platzes drei Treffer. Mit einer 1:3-Auswärtsniederlage am 8. Mai 1986 beim SC Freiburg – bei der Breisgauelf waren Joachim Löw und Souleyman Sane im Einsatz – beendete er am Rundenschlusstag seine Zeit in Solingen und ließ sich reamateurisieren und wechselte für ein Jahr zu Oberligist Viktoria Köln. Letzte Station im höherklassigen Fußball waren dann noch drei Jahre von 1987 bis 1990 beim VfB Remscheid.
Von 1988 bis 1992 war er als selbstständiger Transportunternehmer tätig. Ab 1992 übernahm er in Köln eine Versicherungsagentur und führt diese bis heute. Er ist in Rösrath vor den Toren Kölns wohnhaft.

## Vereine
- 1977–1985 1. FC Köln
- 1985–1986 SG Union Solingen
- 1986–1987 SC Viktoria Köln
- 1987–1990 VfB Remscheid

## Statistik
- Bundesliga
22 Spiele; 3 Tore 1. FC Köln

- 2. Bundesliga
27 Spiele; 3 Tore Union Solingen

- Europapokal der Pokalsieger; UEFA-Cup
2 Spiele 1. FC Köln